# 澤渡俊仁
澤渡 俊仁（さわど としひと、1964年（昭和39年）6月17日 - ）は、日本の実業家。株式会社Been代表取締役社長。神奈川県出身。

## 来歴
鎌倉市立第一中学校、日本大学高等学校、日本工学院専門学校情報学部情報処理科卒業。2018年4月より株式会社Been代表取締役社長。初代ホームページアワード・デザイン賞受賞。
2019年鎌倉材木座天王唄保存会会長就任。2020年鎌倉市郷土芸能保存協会理事就任。

## 人物
日本工学院専門学校を卒業後、学校法人片柳学園の法人事務局システム開発室に入職。同法人のSEとして基幹システムの開発に従事。
1995年、スケートボードの日本市場に導入や東急ハンズ設立など日本のプランナーとして第一人者の久保田達也に師事し、マーケティングやPR手法などを学ぶ。
1996年、同法人のインターネット科設立に伴いインターネット関連の研究を行い、設立後は常勤講師としてネットワーク概論、インターネットビジネス概論、Webクリエイティブ実践等を担当。
1998年、フランスで開催されたル・マン24時間レースのMAZDAチームのピットからインターネットを利用したライブ放送をプロデュース。キヤノン株式会社の映像技術者とNTTの音声技術者とともに動画・音声・文字で24時間実況を成功させた。その他米国デイトナ24時間レース、プチ・ルマン12時間レース、ニュルブルクリンク24時間レースなど主要な耐久レースを現地から実況中継することを実現。
その後、日本の自動車メーカー5社のWEBサイト立ち上げを行うと同時に、様々な企業サイトの立ち上げにも貢献した。また、地元地域のお祭りに際し、広報・宣伝のノウハウを生かし、減少する担ぎ手の抑制を実現し、以降復活することに貢献した。
2018年、培ったノウハウを後人に伝承すべく、株式会社Beenを発足。